# Lysaker (stacja kolejowa)
Lysaker – stacja kolejowa w Lysaker, w regionie Bærum w Norwegii, jest oddalona od Oslo Sentralstasjon o 7 km. Jest ważnym punktem zarówno dla ruchu pasażerskiego jak i towarowego. Jest trzecią stacją w Norwegii pod względem wielkości pod względem liczby pasażerów.

## Położenie
Jest końcową stacją towarowej linii Alnabru-Lysakerlinjen, jest położona na Drammenbanen. Leży na wysokości 7,5 m n.p.m. Leży w regionie, gdzie w oddaleniu do 800 m jest 25 000 miejsc pracy.

## Ruch pasażerski
Jest stacją położoną na średnicy kolei miejskiej w Oslo. Służy zarówno ruchowi dalekobieżnemu jak i podmiejskiemu. W ciągu dnia odchodzi z niej ok. 15 pociągów na godzinę. Bezpośrednie połączenia z Oslo, Drammen, Lillehammer, Spikkestad, Moss.
Przez stację przechodzą następujące linie SKM:
| Numer | Stacja początkowa | stacja końcowa |
| ----- | ----------------- | -------------- |
| 400   | Drammen           | Lillestrøm     |
| 440   | Skien             | Dal            |
| 450   | Kongsberg         | Eidsvoll       |
| 550   | Spikkestad        | Moss           |

Pociągi linii 400 odjeżdżają co pół godziny; na odcinku między Asker a Lysaker jadą trasą Drammenbanen a  między Oslo Sentralstasjon a Lillestrøm jadą trasą Hovedbanen. 
Pociągi linii 440 odjeżdżają co godzinę; od Asker jadą trasą Askerbanen a między Oslo a Lillestrøm jadą trasą Gardermobanen. 
Pociągi linii 450 odjeżdżają co godzinę; od Asker jadą trasą Askerbanen a między Oslo a Lillestrøm jadą trasą Gardermobanen. 
Pociągi linii 550 odjeżdżają co pół godziny w szczycie i co godzinę poza szczytem; od Asker jadą trasą Askerbanen.

## Obsługa pasażerów
Kasa biletowa, poczekalnia, kasowniki biletowe, kiosk, sklepik z żywnością, skrytki bagażowe, windy peronowe, bankomat, ułatwienia dla niepełnosprawnych, parking, parking rowerowy, przystanek autobusowy, postój taksówek.

## Historia
Stacja została otwarta w roku 1872 jako element linii do Drammen, zatwierdzonej przez Storting w roku 1869. W roku 1922 zbudowano drugi tor do Oslo. W I dekadzie XXI wieku stacja została przebudowana i służy jako nowoczesny punkt przesiadkowy. Oddanie do użytku nastąpiło 1 września 2011 a otwarcia dokonał premier Jens Stoltenberg. Przebudowa stacji była trudna, gdyż dworzec jest położony na zakręcie. Dodatkowo wybudowano ponad 4 km linii kolejowych. Stacja elementem budowania korytarza kolejowego z Oslo na zachód kraju.